# Saint-Clément-de-Valorgue
Saint-Clément-de-Valorgue ist eine französische Gemeinde mit 237 Einwohnern (Stand: 1. Januar 2022) im Département Puy-de-Dôme in der Region Auvergne-Rhône-Alpes. Sie gehört zum Arrondissement Ambert und zum Kanton Ambert (bis 2015: Kanton Saint-Anthème).

## Geographie
Saint-Clément-de-Valorgue liegt etwa 72 Kilometer ostsüdöstlich von Clermont-Ferrand im Regionalen Naturpark Livradois-Forez am Ance. Nachbargemeinden von Saint-Clément-de-Valorgue sind Saint-Anthème im Norden, Gumières im Nordosten, Saint-Jean-Soleymieux im Osten, La Chaulme im Süden und Südosten sowie Saint-Romain im Süden und Westen.

## Bevölkerungsentwicklung
| Jahr                       | 1962 | 1968 | 1975 | 1982 | 1990 | 1999 | 2006 | 2013 |
| Einwohner                  | 315  | 277  | 268  | 270  | 237  | 215  | 221  | 226  |
| Quellen: Cassini und INSEE |      |      |      |      |      |      |      |      |